# Communauté de communes Vallée de la Dordogne et Forêt Bessède
La communauté de communes Vallée de la Dordogne et Forêt Bessède (CCVDFB) est une communauté de communes française située dans le département de la Dordogne, en région Nouvelle-Aquitaine. Elle prend effet le 1er janvier 2014.

## Histoire
La création de la communauté de communes Vallée de la Dordogne et Forêt Bessède a été actée par l'arrêté préfectoral no 2013149-0009 du 29 mai 2013.
Effective le 1er janvier 2014, elle est issue de la fusion de la communauté de communes Entre Nauze et Bessède et de la communauté de communes de la Vallée de la Dordogne. Ce nouvel ensemble comprend vingt-quatre communes sur un territoire de 256,45 km2.
Au 1er janvier 2016, le nombre de communes baisse, après la création des communes nouvelles de Coux et Bigaroque-Mouzens et de Pays de Belvès.
Au 1er janvier 2017 :
- Audrix quitte la communauté de communes Vallée de la Dordogne et Forêt Bessède pour rejoindre la communauté de communes de la Vallée de l'Homme[2] ;
- la commune nouvelle de Castels et Bézenac est créée ;

L'intercommunalité s'étend alors sur un territoire de 250,23 km2.

## Administration
| Période      | Période      | Identité         | Étiquette | Qualité                                                                                 |
| ------------ | ------------ | ---------------- | --------- | --------------------------------------------------------------------------------------- |
| janvier 2014 | juillet 2020 | Michel Rafalovic | LR        | Maire de Coux-et-Bigaroque (1995-2015), puis de Coux et Bigaroque-Mouzens (depuis 2016) |
| juillet 2020 | En cours     | Serge Orhand     | PS        | Maire de Larzac (depuis 1995)                                                           |

## Territoire communautaire

### Géographie physique
Située au sud  du département de la Dordogne, la communauté de communes Vallée de la Dordogne et Forêt Bessède regroupe 20 communes et présente une superficie de 250,2 km2.

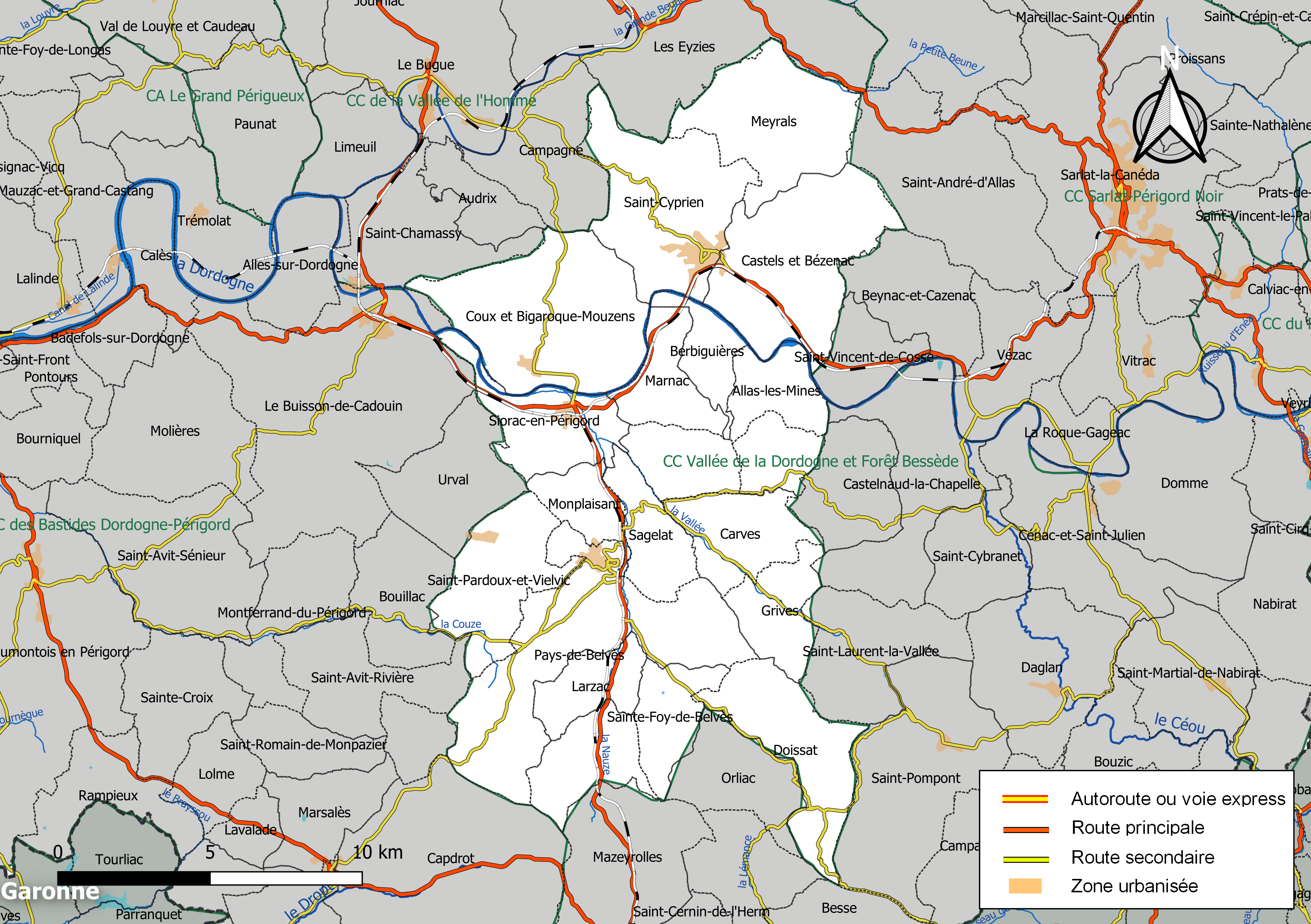
Carte de la communauté de communes Vallée de la Dordogne et Forêt Bessède au 1er janvier 2019.

### Composition

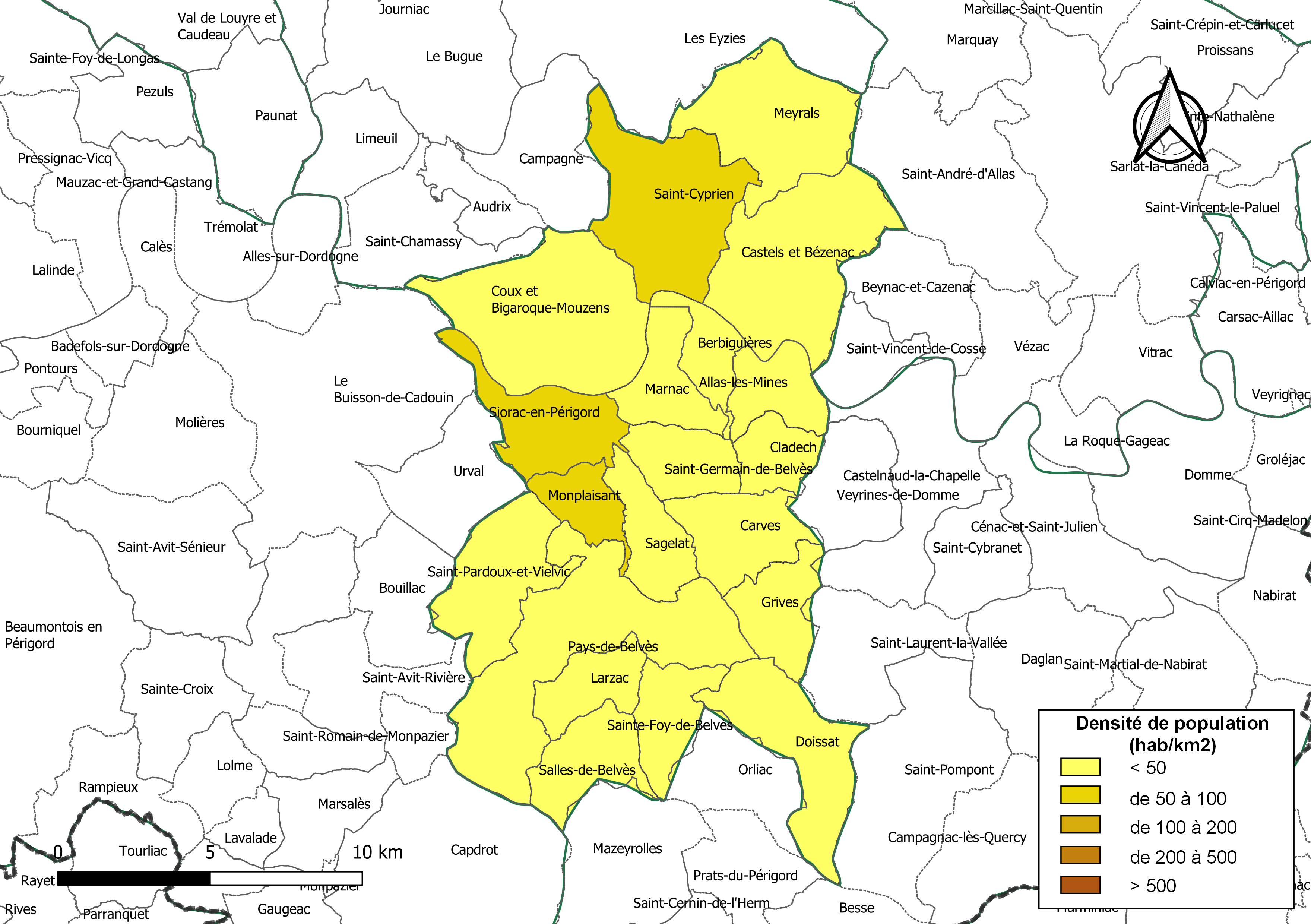
Carte des densités de population (millésimée 2016) des communes de la communauté de communes Vallée de la Dordogne et Forêt Bessède. Composition en communes au 1er janvier 2019.

En 2014 et 2015, elle regroupait vingt-quatre communes. Au 1er janvier 2016, l'intercommunalité passe à vingt-deux communes à la suite de la création des communes nouvelles de Coux et Bigaroque-Mouzens (formée par la fusion de Coux-et-Bigaroque et de Mouzens), et de Pays de Belvès (formée par la fusion de Belvès et Saint-Amand-de-Belvès).
Au 1er janvier 2017, elle passe à vingt communes à la suite :
- du départ de la commune d'Audrix vers la communauté de communes de la Vallée de l'Homme[2] ;
- de la création de la commune nouvelle de Castels et Bézenac (composée des communes de Bézenac et Castels).

La communauté de communes est composée des 20 communes suivantes :

| Nom                       | Code Insee | Gentilé                        | Superficie (km2) | Population (dernière pop. légale) | Densité (hab./km2) |
| ------------------------- | ---------- | ------------------------------ | ---------------- | --------------------------------- | ------------------ |
| Saint-Cyprien (siège)     | 24396      | Cypriotes                      | 21,5             | 1 566 (2022)                      | 73                 |
| Allas-les-Mines           | 24006      | Allacois                       | 7,04             | 195 (2022)                        | 28                 |
| Berbiguières              | 24036      | Berbiguiérois                  | 5,35             | 178 (2022)                        | 33                 |
| Carves                    | 24084      | Carvésois                      | 10,13            | 101 (2022)                        | 10                 |
| Castels et Bézenac        | 24087      |                                | 23,76            | 805 (2022)                        | 34                 |
| Cladech                   | 24122      | Cladéchois                     | 5,49             | 87 (2022)                         | 16                 |
| Coux et Bigaroque-Mouzens | 24142      | Couzensois                     | 27,47            | 1 234 (2022)                      | 45                 |
| Doissat                   | 24151      | Doissacois                     | 15,3             | 101 (2022)                        | 6,6                |
| Grives                    | 24206      | Grivois                        | 8,12             | 106 (2022)                        | 13                 |
| Larzac                    | 24230      | Larzacois                      | 6,78             | 148 (2022)                        | 22                 |
| Marnac                    | 24254      | Marnacois                      | 7,92             | 179 (2022)                        | 23                 |
| Meyrals                   | 24268      | Meyralais                      | 18,16            | 710 (2022)                        | 39                 |
| Monplaisant               | 24293      | Monplaisanais                  | 5,56             | 268 (2022)                        | 48                 |
| Pays de Belvès            | 24035      |                                | 30,72            | 1 310 (2022)                      | 43                 |
| Sagelat                   | 24360      | Sagelacois                     | 7,57             | 317 (2022)                        | 42                 |
| Saint-Germain-de-Belvès   | 24416      | Saint-Germinois                | 7,19             | 176 (2022)                        | 24                 |
| Saint-Pardoux-et-Vielvic  | 24478      | Saint-Parduciens-et-Vielvicois | 14,23            | 187 (2022)                        | 13                 |
| Sainte-Foy-de-Belvès      | 24406      | Sainte-Foyens                  | 7,41             | 141 (2022)                        | 19                 |
| Salles-de-Belvès          | 24517      | Salésois                       | 8,76             | 77 (2022)                         | 8,8                |
| Siorac-en-Périgord        | 24538      | Sioracois                      | 11,77            | 1 079 (2022)                      | 92                 |

### Démographie
| 1968  | 1975  | 1982  | 1990  | 1999  | 2010  | 2015  | 2021  |
| ----- | ----- | ----- | ----- | ----- | ----- | ----- | ----- |
| 8 607 | 8 134 | 8 257 | 8 128 | 8 234 | 9 062 | 9 079 | 8 942 |

## Représentation
Au renouvellement des conseils municipaux de mars 2020, le conseil communautaire de la communauté de communes se compose de 42 délégués représentant chacune des communes membres et élus pour une durée de six ans.
Ils sont répartis comme suit :
| Nombre de délégués | Communes                                  |
| ------------------ | ----------------------------------------- |
| 6                  | Saint-Cyprien                             |
| 5                  | Coux et Bigaroque-Mouzens, Pays de Belvès |
| 4                  | Siorac-en-Périgord                        |
| 3                  | Castels et Bézenac, Meyrals               |
| 2                  | Monplaisant, Sagelat                      |
| 1                  | chacune des autres communes               |